# 武田拓真
武田 拓真（たけだ たくま、1995年10月12日 - ）は、和歌山県田辺市出身のサッカー選手。ポジションはミッドフィールダー。

## 来歴

### プロ入り前
幼稚園の頃にサッカーを始め、田辺第一小学校時代は南紀ジュニアサッカークラブ、高雄中学校では同校のサッカー部に所属し、上富田町のカナリーニョ中学生教室（現カナリーニョFCリオ）にも通った。中央学院高校への進学を機に和歌山を離れ、大学では東海学園大学サッカー部でプレー。2015年から2017年に掛け、3年連続でデンソーカップチャレンジ東海・北信越選抜の選手として選出されるなど、活躍を見せた。

### ファジアーノ岡山
2017年8月23日、来シーズンからファジアーノ岡山へ加入することが発表された。
2020年12月11日、契約満了による退団が発表された。

### いわてグルージャ盛岡
2021年、いわてグルージャ盛岡への加入が発表された。2022年7月3日、双方合意の上、契約を解除することが発表された。

## 所属クラブ
- 南紀ジュニアサッカークラブ
- 田辺市立高雄中学校
- 中央学院高等学校
- 東海学園大学
- 2018年 - 2020年 ファジアーノ岡山FC
- 2021年 - 2022年 いわてグルージャ盛岡

## 個人成績
| 国内大会個人成績 | 国内大会個人成績 | 国内大会個人成績 | 国内大会個人成績 | 国内大会個人成績 | 国内大会個人成績 | 国内大会個人成績 | 国内大会個人成績 | 国内大会個人成績 | 国内大会個人成績 | 国内大会個人成績 | 国内大会個人成績 |
| 年度             | クラブ           | 背番号           | リーグ           | リーグ戦         | リーグ戦         | リーグ杯         | リーグ杯         | オープン杯       | オープン杯       | 期間通算         | 期間通算         |
| 年度             | クラブ           | 背番号           | リーグ           | 出場             | 得点             | 出場             | 得点             | 出場             | 得点             | 出場             | 得点             |
| 日本             | 日本             | 日本             | 日本             | リーグ戦         | リーグ戦         | リーグ杯         | リーグ杯         | 天皇杯           | 天皇杯           | 期間通算         | 期間通算         |
| ---------------- | ---------------- | ---------------- | ---------------- | ---------------- | ---------------- | ---------------- | ---------------- | ---------------- | ---------------- | ---------------- | ---------------- |
| 2018             | 岡山             | 30               | J2               | 1                | 0                | -                | -                | 0                | 0                | 1                | 0                |
| 2019             | 岡山             | 30               | J2               | 5                | 0                | -                | -                | 2                | 1                | 7                | 1                |
| 2020             | 岡山             | 30               | J2               | 0                | 0                | -                | -                | -                | -                | 0                | 0                |
| 2021             | 岩手             | 30               | J3               | 6                | 0                | -                | -                | 2                | 1                | 8                | 1                |
| 2022             | 岩手             | 30               | J2               | 0                | 0                | -                | -                | 0                | 0                | 0                | 0                |
| 通算             | 日本             | 日本             | J2               | 6                | 0                | -                | -                | 2                | 1                | 8                | 1                |
| 通算             | 日本             | 日本             | J3               | 6                | 0                | -                | -                | 2                | 1                | 8                | 1                |
| 総通算           | 総通算           | 総通算           | 総通算           | 12               | 0                | -                | -                | 4                | 2                | 16               | 2                |

## 代表・選抜歴
- 2015・16年度 デンソーカップチャレンジ東海・北信越選抜
- 2017年度　デンソーカップチャレンジ東海選抜